# المعطي جوريو
المعطي جوريو (1934 الرباط-4 يناير 2022 الرباط) سياسي ودبلوماسي مغربي
بدأ  مشواره كرئيس المصلحة الإدارية بوزارة الأشغال العمومية.
شغل ما بين عامي 1964 و1971 منصب الكاتب العام لوزارة الداخلية، واختير ما بين عامي 1969 و1970 رئيسا للجامعة الملكية المغربية لكرة القدم.
وعينه الملك الحسن الثاني في 4 غشت 1971 وزيرا للفلاحة والإصلاح الزراعي حيث ظل في هذا المنصب حتى 2 نوفمبر 1972.

## مسيرته الدبلوماسية
عينه الملك الحسن الثاني سفيرا للمغرب في:
- رومانيا سنة 1973.
- الاتحاد السوفياتي ما بين عامي 1977 و1978 خلفا لمحمد السجلماسي.
- إسبانيا من 1978 إلى غاية 1981 خلفا لعبد اللطيف الفيلالي.
- ليبيا  ما بين عامي 1981 و1982.
- كندا من 21 أغسطس 1982 إلى غاية 1984.
- الولايات المتحدة الأمريكية ما بين 25 يوليو 1984 و 13 أكتوبر 1986 خلفا لعلي بنجلون.[7]
- في 16 يناير 1987، عينه الملك الحسن الثاني سفيرا للمغرب في كندا و خاطبه قائلا:السيد المعطي جوريو والسيد زنيند: قررنا أن نسميكما في المناصب التي تعرفانها، ففيما يخص السيد جوريو قليلا ما يعود سفير إلى منصبه، وإذا تحقق ذلك فهذا برهان على أنه مطلوب من جديد سواء من السلطات الوطنية بذلك البلد، أو من قبل الرعايا وأصحاب المصالح المغربية هناك، فهنيئا لك بهذه السمعة التي تركتها في كند.[8]

## وفاته
وافته المنية في 4 يناير 2022 بالرباط ودفن بمقبرة سيدي حمزة بالرباط.